# Libacja (rytuał)

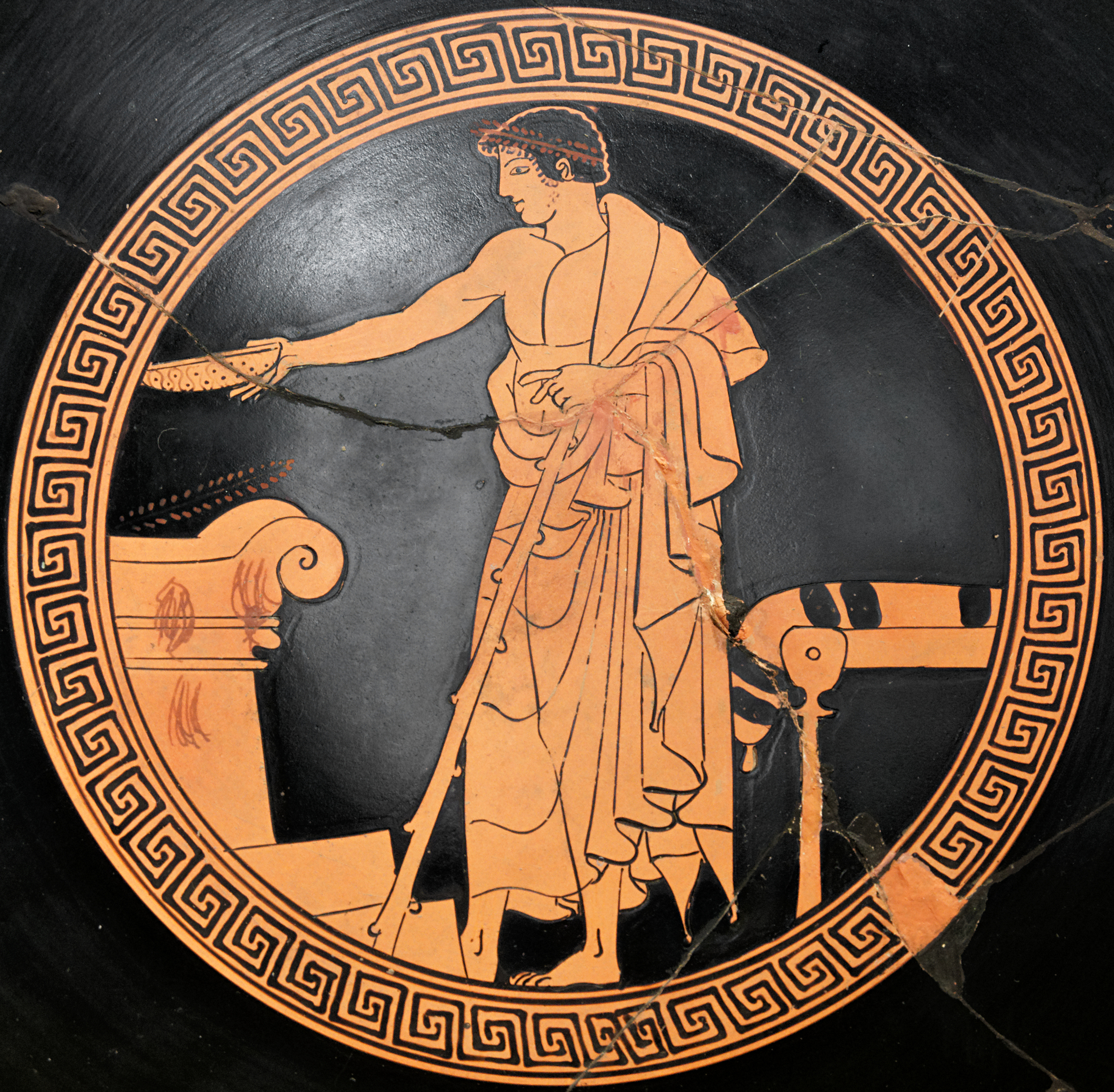
Scena libacji, grecka waza czerwonofigurowa, ok. 480 p.n.e., Luwr

Libacja (łac. libatio) – ofiara dla bóstwa składana w formie wylewania na ziemię cennych płynów. Był to zwyczaj istniejący w wielu religiach antycznych polegający na wylewaniu, a także w judaizmie, hinduizmie i shintō. U starożytnych Greków i Rzymian jeden z najważniejszych obrzędów religijnych. W relacjach Herodota występował także u Persów, według Pliniusza Młodszego również u Celtów.
Najczęściej stosowane płyny w aktach libacji to: wino, oliwa, kosztowne olejki eteryczne oraz, w tradycji hinduizm, ghi. W tradycji antyku i judaizmie do aktu libacji stosowano specjalne, płaskie naczynia z dzióbkiem, nazywane paterami. W religiach antycznych oddawano w ten sposób hołd głównie bóstwom podziemia, takim jak Hades, stąd ważne było wylewanie płynu bezpośrednio na gołą i spulchnioną ziemię, tak aby mógł on w nią szybko wsiąknąć.